# فرود (کوار)
فرود (پارو)یک روستا در ایران است که در بخش مرکزی شهرستان کوار در استان فارس واقع شده‌است. فاصله فرود تا کلانشهر شیراز ۵١ کیلومتر و تا شهرستان کوار ۵ کیلومتر میباشد فرود ۲٬۰۴۳ نفر (۵۷۸ خانوار) جمعیت دارد.